# Attentats du 24 août 2020 à Jolo
 (août 2020).
Si vous disposez d'ouvrages ou d'articles de référence ou si vous connaissez des sites web de qualité traitant du thème abordé ici, merci de compléter l'article en donnant les références utiles à sa vérifiabilité et en les liant à la section « Notes et références ».
Les attentats du 24 août 2020 à Jolo sont des attentats survenus le 24 août 2020 lorsque des insurgés, soupçonnés d'être des djihadistes de l'organisation Abou Sayyaf, ont fait exploser deux bombes à Jolo, dans la province de Sulu, aux Philippines, tuant 14 personnes et en blessant 75 autres. La première attaque s'est produite alors que le personnel de l'armée aidait à mener à bien les efforts humanitaires pour lutter contre la Covid-19. La deuxième, un attentat-suicide, a été effectuée près de la cathédrale Notre-Dame-du-Mont-Carmel, qui avait déjà été victime d'un attentat en 2019.

## Contexte
Depuis plus de trois décennies, l'organisation Abou Sayyaf a lancé des attaques terroristes pour soutenir l'indépendance de la province de Sulu des Philippines. Sulu est principalement musulmane, tandis que les Philippines dans leur ensemble sont principalement chrétiennes. En 2004, ils ont lancé la pire attaque terroriste de l'histoire du pays, bombardant un ferry qui a tué 116 personnes. En 2016, ils ont prêté allégeance à l'État islamique. Ils sont connus pour avoir utilisé des engins explosifs improvisés et pour avoir enlevé des étrangers contre rançon, en particulier dans la province de Sulu.
En juin 2020, quatre soldats philippins enquêtant sur la présence de deux femmes kamikazes à Sulu ont été abattus par la police lors d'un affrontement. En août 2020, quelques jours avant l'attentat à la bombe, le gouvernement philippin a arrêté un certain nombre de militants appartenant à l'organisation Abou Sayyaf. Les forces de sécurité à Sulu étaient en état d'alerte en raison des craintes de représailles.

## Déroulement
Le 24 août 2020, à 11 h 54, une moto piégée placée à côté d'un camion militaire a explosé devant le Paradise Food Plaza au centre-ville de Jolo, dans la province de Sulu, tuant six soldats ainsi que des civils. La police et l'armée sont intervenues sur les lieux. Une heure plus tard, à 12 h 57, une femme kamikaze s'est approchée de la zone bouclée et a tenté d'entrer, mais lorsqu'elle a été arrêtée par un soldat, elle a fait exploser la bombe qu'elle portait, se tuant ainsi que le soldat qui l'avait arrêtée, tout en blessant six policiers. La deuxième explosion s'est produite à environ 100 mètres de la première explosion, devant une succursale de la Banque de développement des Philippines. Au total, sept soldats, un policier et six civils ont été tués ; et 21 soldats, six policiers et 48 civils ont été blessés. Le site de l'attentat était proche du site des attentats de la cathédrale de Jolo en 2019.

## Conséquences
Aucun groupe n'a encore revendiqué la responsabilité de l'attentat, mais le gouvernement estime que le groupe Abou Sayyaf est responsable de l'attaque car il est le seul groupe terroriste connu pour opérer dans la province de Sulu. Plus précisément, ils pensent que le fabricant de bombes d'Abou Sayyaf, Mundi Sawadjaan, a créé les bombes et armé les assaillants. Toute la province est verrouillée par les forces de l'ordre à la suite des explosions.

## Réactions
Immédiatement après les attaques, le porte-parole présidentiel Harry Roque (en) a condamné les attentats en disant que « les autorités mènent actuellement une enquête, qui comprend l'identification d'individus ou de groupes derrière ces attaques ignobles ». Le secrétaire du Cabinet Karlo Nograles (en) a condamné les attentats dans « les termes les plus forts possibles » et a déclaré que le terrorisme n'a « pas sa place dans un monde civilisé ». Il a également déclaré qu'il rendra justice à ceux qui sont derrière « l'attaque inhumaine ».